# شاه‌آباد، ترکمنستان
شاه‌آباد (به ترکمنی: Şabat، شاآبات) یک منطقهٔ مسکونی در ترکمنستان است که در شهرستان شاه‌آباد واقع شده‌است. نیازوف ۷٬۹۲۱ نفر جمعیت دارد.
نام این شهر، تا پیش از ۹ نوامبر ۲۰۲۲، نیازوف (به ترکمنی: Nyýazow) بود. در این تاریخ، با حکم مجلس ترکمنستان، نام شهر با شاه‌آباد تغییر کرد.

## تاریخچه و معانی اسامی
این شهر در طول تاریخ خود، نام‌های رسمی متعددی داشته است.
در زمان تاسیس اتحاد جماهیر شوروی سوسیالیستی و جمهوری خلق شوروی خوارزم، این شهر در تابعیت خوارزم و در «استان خودمختار شوروی ترکمن» کشور خوارزم قرار داشته. نام این شهر در آن زمان تازه‌بازار' (به ترکمنی: Täzebazar، تأزه‌بازار) بوده است. 
در سال ۱۹۳۸ میلادی، نام این شهر به ایمنی آندریه‌وا (imeni Andreyeva) تغییر کرد. در میانه دهه ۱۹۴۰ میلادی، نام این شهر اصلاح شده و به آندریه‌فسک (Andreyevsk) تغییر کرد.
در دوران پس از استالین، در سال ۱۹۵۸ میلادی، نام این شهر مجددا به تازه‌بازار' برگردانده شد، و این نام به مدت ۳۶ سال، حتی تا پس از استقلال ترکمنستان، باقی ماند.
در آن سال، برای ارج نهادن به صفرمراد نیازف، رئیس‌جمهور آن زمان ترکمنستان، نام این شهر به نیازوف (به  ترکمنی: Nyýazow) تغییر کرد.
در ۹ نوامبر ۲۰۲۲، با حکم مجلس ترکمنستان، نام شهر با شاه‌آباد (شابات) تغییر کرد. البته که دولت ترکمنستان در ریشه و معنای «شابات» توضیحی نداده است. اما، در فرهنگ لغت «جای‌نام‌شناسی» سلطان‌شاه آتانیازوف چاپ ۱۹۷۰ میلادی، اشاره شده است که در این منطقه آبادیی بوده است با نام «شاه‌آباد»، و اینکه این آبادی تحت عنوان دژی به دست انوشه‌خان خیوه پس از فتح مشهد و کوچاندن بعضی از اهالی آن، در این منطقه تاسیس شده بوده.